# Bianca Gismonti
Bianca Gismonti (* 1982 in Rio de Janeiro) ist eine brasilianische Pianistin und Komponistin.

## Leben
Bianca Gismonti ist die Tochter des Musikers Egberto Gismonti und der Schauspielerin Rejane Medeiros, ihr Bruder der Musiker Alexandre Gismonti (* 1981).
Sie begann ihre musikalische Ausbildung im Alter von zehn Jahren beim Centro Musical Antônio Adolfo in Rio de Janeiro. Schon als Jugendliche begleitete sie als Musikerin ihren Vater auf verschiedenen nationalen und internationalen Tourneen. An der Universidade Federal do Rio de Janeiro studierte sie dann Klavier. Seit mehr als zehn Jahren bildet sie gemeinsam mit der Pianistin Claudia Castelo Branco das Klavierduo Gisbranco, welches drei Alben aufgenommen hat, die eine große Bandbreite brasilianischer Musik umfassen.
Auf ihrem 2013 veröffentlichten Album Sonhos de Nascimento präsentierte die Pianistin ausschließlich eigene Kompositionen. Das Bianca Gismonti Trio mit Antonio Porto (Bass) und Julio Falavigna (Schlagzeug) hat Auftritte in verschiedenen Ländern Südamerikas, Europas und in Japan absolviert.

## Diskografie
- Duo Gisbranco: Duo Gisbranco, 2008 (Delira Música)
- Duo Gisbranco: Flor de abril, 2011 (Delira Música)
- Bianca Gismonti: Sonhos de Nascimento, 2013 (Biscoito Fino)
- Bianca Gismonti Trio: Primeiro céu, 2015 (Fina Flor)
- Duo Gisbranco: Dez Anos, 2016 (Mills Records)